# Husflodhest
Husflodhesten er en fiktiv flodhest, der var emnet for en offentlig servicemeddelelse (engelsk: public service announcement (PSA)), der blev produceret af Concerned Children's Advertisers (senere kendt som Companies Committed to Kids) i maj 1999 og som blev genintroduceret af MediaSmarts i 2019. Formålet med meddelelsen var at uddanne børn i at være kritiske overfor det, som de så i fjernsynet.

## Meddelelse
Den oprindelige husflodhest bestod af et over 1 minut langt klip der var fortalt i samme stil som Hinterland Who's Who, der viste billeder og film af et dyr som blev beskrevet som den "nordamerikanske husflodhest", der var et fiktivt dyr som kunne findes i "hele Canada og det østlige USA". Indslaget med flodhesten bestod af mindre klip, hvor den ledte efter mad i form af rester fra toastbrød med jordnøddesmør i et køkken, hvor den løb væk fra en kat, og hvor den lavede en rede tabte vanter til at sove i.
Det erklærede formål med klippet var et uddanne børn kritisk tænkning i forhold til det som de ser i fjernsynsreklamer, og at minde dem om at "det er godt at tænke over, hvad du ser i fjernsynet og stille spørgsmål". Ikke desto mindre har nogle seere senere udtrykt på sociale medier de som børn fuldstændigt troede på at husflodheste var virkelige baseret på reklamen.

## UK Media Smart version
Den europæiske medievirksomhed Media Smart brugte i 2002 filmen til at skabe en ny reklame til det britiske tv. Den britiske version var betragteligt kortere, og indeholdt en ny fortælling og baggrundsmusik, samt en ny slutning der henviste til firmaets hjemmeside.